# Pandaruan
Pour les articles homonymes, voir Brunei et Malaisie.
Le Pandaruan (en malais :  Sungai Pandaruan) est un fleuve de l'île de Bornéo qui marque une partie de la Frontière internationale entre le sultanat de Brunei et la Malaisie.
Coulant du Sud vers le Nord, il se jette dans la baie de Brunei.
 
Durant son parcours, il sépare l'État malaisien de Sarawak (et notamment le district de Limbang) du district brunéien de Temburong qui forme une enclave en territoire malaisien.